# 杉並区立高井戸東小学校
杉並区立高井戸東小学校（すぎなみくりつ たかいどひがししょうがっこう）は、東京都杉並区高井戸東1丁目にある公立小学校。略称は「東小(ひがししょう)」。

## 概要
1970年代初頭の杉並区高井戸周辺の宅地開発などによる周辺小学校（高井戸小学校、高井戸第三小学校、富士見丘小学校、浜田山小学校）の在籍児童増加に伴い、学区の分割を行うと共に児童の通学環境の緩和などを図るべく、1973年に設立された小学校である。
その為、4つの小学校から児童が転籍して開校したという経緯を踏まえ、『四つの学校から来た子供たちが力を合わせて新しい学校を築いて欲しい』という願いから、制定された校章には『高東』の文字を支えるように四つのラインが入っている。またそれは健康（Health）、心（Heart）、頭（Head）、手（Hand）を充実させ、文武両道を目指す学校の教育方針を表すとされる。

## 沿革
- 1973年4月1日 - 本校が開校。高井戸小学校、高井戸第三小学校、富士見丘小学校、浜田山小学校の4校より5年生以下の児童747名が転籍。
- 2010年 - 東京都スポーツ教育推進校事業の指定校となる。

## 教育目標
『夢をもち 豊かに 生きる子』